# Kàmennoie
Kàmennoie (en rus: Каменное) és un poble de l'óblast de Lípetsk, a Rússia, que el 2013 tenia 81 habitants. Pertany al districte rural de Griazi.